# Saint-Jean-de-la-Rivière
Saint-Jean-de-la-Rivière település Franciaországban, Manche megyében. Lakosainak száma 366 fő (2022. január 1.). Saint-Jean-de-la-Rivière La Haye-d’Ectot, Barneville-Carteret, Saint-Georges-de-la-Rivière és Saint-Maurice-en-Cotentin községekkel határos.

## Népesség
A település népessége az elmúlt években az alábbi módon változott:
| Lakosok száma | 174  | 180  | 218  | 340  | 350  | 348  | 350  | 354  | 358  | 366  |
|               | 1968 | 1982 | 1990 | 2006 | 2013 | 2015 | 2017 | 2019 | 2020 | 2022 |